# Anna Grigor'evna Dostoevskaja
Anna Grigor'evna Snitkina, coniugata Dostoevskaja (in russo Анна Григорьевна Достоевская?; San Pietroburgo, 12 settembre 1846 – Jalta, 9 giugno 1918), è stata una stenografa russa, nota come seconda e ultima moglie di Fëdor Dostoevskij, quindi come memorialista e curatrice delle opere del marito.

## Biografia
Seconda figlia di Anna Nikolaevna Miltopaeus (1812-1893) e Grigorij Ivanovič Snitkin (1799-1866). Suo padre era d'origine ucraina e sua madre finlandese, benché nata in Svezia. La coppia aveva altri due figli, Maria e Ivan. Il padre era appassionato di letteratura e di teatro, e leggeva molte opere di Dostoevskij. La ragazza studiò stenografia, e si trovò a lavorare per Dostoevskij che aveva bisogno di dettare velocemente Il giocatore, a partire dal 4 ottobre 1866. Quattro mesi più tardi, il 15 febbraio 1867, i due si sposarono (lei aveva 21 anni, e lui 45), quindi partirono per la Germania; poi vissero a Vilnius (Lituania), Ginevra e Firenze, soggiornando all'estero per oltre quattro anni.

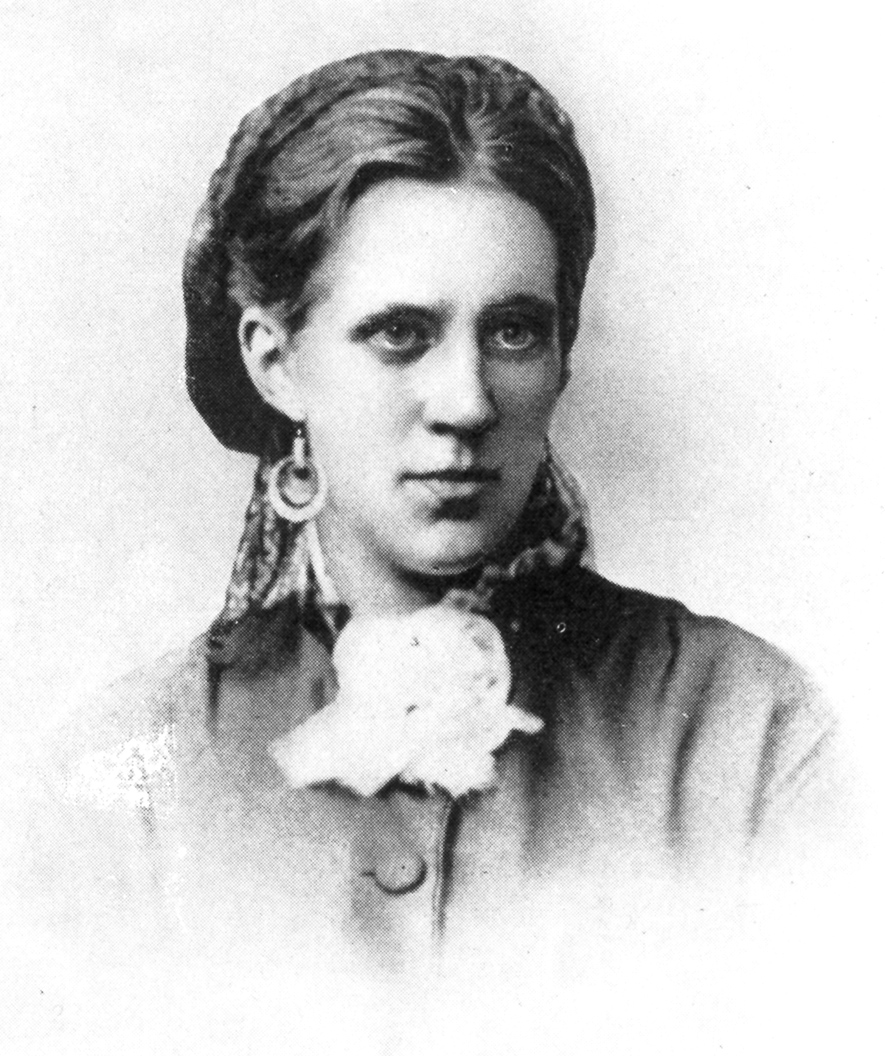
Anna Dostoevskaja nel 1871

La giovane sposa tentò continuamente di far smettere il vizio del gioco d'azzardo a suo marito, tanto che in pochi mesi, complice lo stesso Dostoevskij che voleva smettere di indebitarsi, prese le redini dell'economia familiare e finalmente, nel 1871, lo aiutò a liberarsi della sua ossessione. Nel 1868 nacque la loro prima figlia, Sonjia, che visse solo tre mesi. Quindi l'anno successivo Ljubov' (1869-1926), e, dopo il ritorno a San Pietroburgo, Fëdor Fëdorovič (1871-1922) e Aleksej (1875-1878), morto in seguito a una crisi di epilessia (malattia ereditata dal padre).
Dopo la morte del marito, nel 1881, non volle più sposarsi e si dedicò a raccogliere le sue carte pubblicando opere su di lui, oltre a fondare una stanza nel Museo statale di storia di Mosca a lui dedicata (il materiale fu poi trasferito nel 1971 nel Museo letterario memoriale Fëdor Michajlovič Dostoevskij). A lei è dedicata l'ultima opera di Dostoevskij, I fratelli Karamazov.

## Cultura di massa

### Film biografici
I film 26 giorni della vita di Dostoevskij (Dvadcat' šest' dnej iz žizni Dostoevskogo, 1982, regia di Aleksandr Zarchi) e The Gambler (1997, regia di Károly Makk) ricostruiscono la loro relazione nei giorni della dettatura del libro, soprattutto dal punto di vista del gioco e della lotta contro il gioco.
Anna Dostoevskaja è anche coprotagonista con Dostoevskij del film italiano I demoni di San Pietroburgo del 2008, in cui è interpretata da Carolina Crescentini.

### Narrativa
Nel romanzo Estate a Baden-Baden (1982), Leonid Cypkin ha descritto la dipendenza dal gioco di Fëdor Dostoevskij al tavolo della roulette a Baden-Baden durante il suo viaggio in Germania con Anna nel 1867. Per il suo romanzo, Cypkin ha utilizzato il diario e i ricordi di Anna Grigor'evna, nonché i personaggi e le situazioni del romanzo Il giocatore del 1866.

## Opere
- Dostojevskij marito, trad. Anna Milazzo Lipschutz, presentazione di Emilio Radius, Milano: Bompiani, 1939; come Dostoevskij mio marito, 1977 ISBN 88-452-0095-7; 2006 ISBN 88-452-5646-4; a cura di Luigi Vittorio Nadai, Roma: Castelvecchi, 2014 ISBN 978-88-6826-269-3
- Journal. Les carnets intimes de la femme de Dostoievski, prefazione di Paul Kalinine, trad. Jean-Claude Lanne, Paris: Stock, 1978
- Corrispondenza 1866-1880, Genova: Il melangolo, 1987 ISBN 88-7018-072-7
- Introduzione a Fëdor Dostoevskij, Il giocatore, trad. Giacinta De Dominicis Jorio, Milano: BUR, 2010 ISBN 978-88-17-01867-8